# 18157 Craigwright
18157 Craigwright è un asteroide della fascia principale. Scoperto nel 2000, presenta un'orbita caratterizzata da un semiasse maggiore pari a 2,4771596 UA e da un'eccentricità di 0,0987965, inclinata di 7,66757° rispetto all'eclittica.